# Prarolo
Prarolo (piemontesisch Prareu) ist eine Gemeinde in der italienischen Provinz Vercelli (VC), Region Piemont.

## Lage und Einwohner
Prarolo liegt knapp 10 km südöstlich von Vercelli und hat 734 Einwohner (Stand 31. Dezember 2023). Die Nachbargemeinden sind Asigliano Vercellese, Palestro, Pezzana und Vercelli.
Das Gemeindegebiet umfasst eine Fläche von 11 km².